# کاکائو

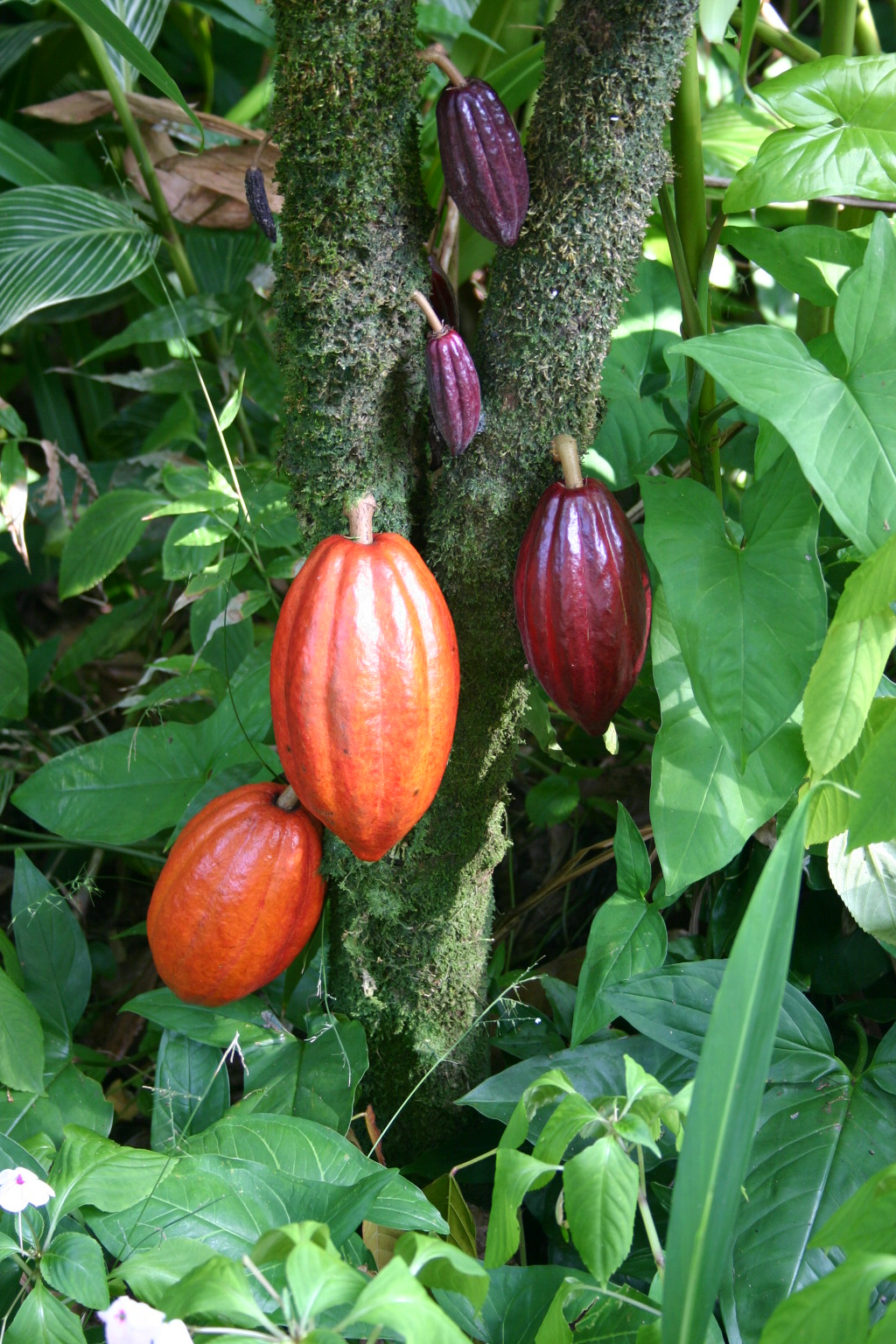
میوه کاکائو در مراحل مختلف رشد

کاکائو (به فرانسوی: Cacao) به فارسی:(خرمک) درختی از تیره پنیرکیان با بلندی میان ۴ تا ۱۰ متر است. برگ‌هایش ساده و متقابل است و گُل‌های منظم، کوچک و قرمز رنگی در همه فصل‌ها دارد. میوه‌اش بسته، زرد رنگ و به اندازه یک خیار و حاوی ۲۵ تا ۴۵ دانه است. میوه‌های این گیاه را پس از چیدن انبار می‌کنند تا بپوسد و پس از آن دانه‌ها را جمع‌آوری می‌کنند و به مصرف می‌رسانند. همچنین به پودر خشکی که با آسیاب نمودن و گرفتن چربی دانه کاکائو به دست می‌آید پودر کاکائو گفته می‌شود.
از کاکائو شکلات نیز تهیه می‌کنند. برای تولید نزدیک نیم کیلو شکلات، ۴۱۲ دانه کاکائو نیاز است.

## خاستگاه
خاستگاه کاکائو جنگل‌های مرطوب و استوایی است. سرزمین بومی آن مکزیک، آمریکای مرکزی و مناطق شمالی آمریکای جنوبی مانند جنگل‌های آمازون است.

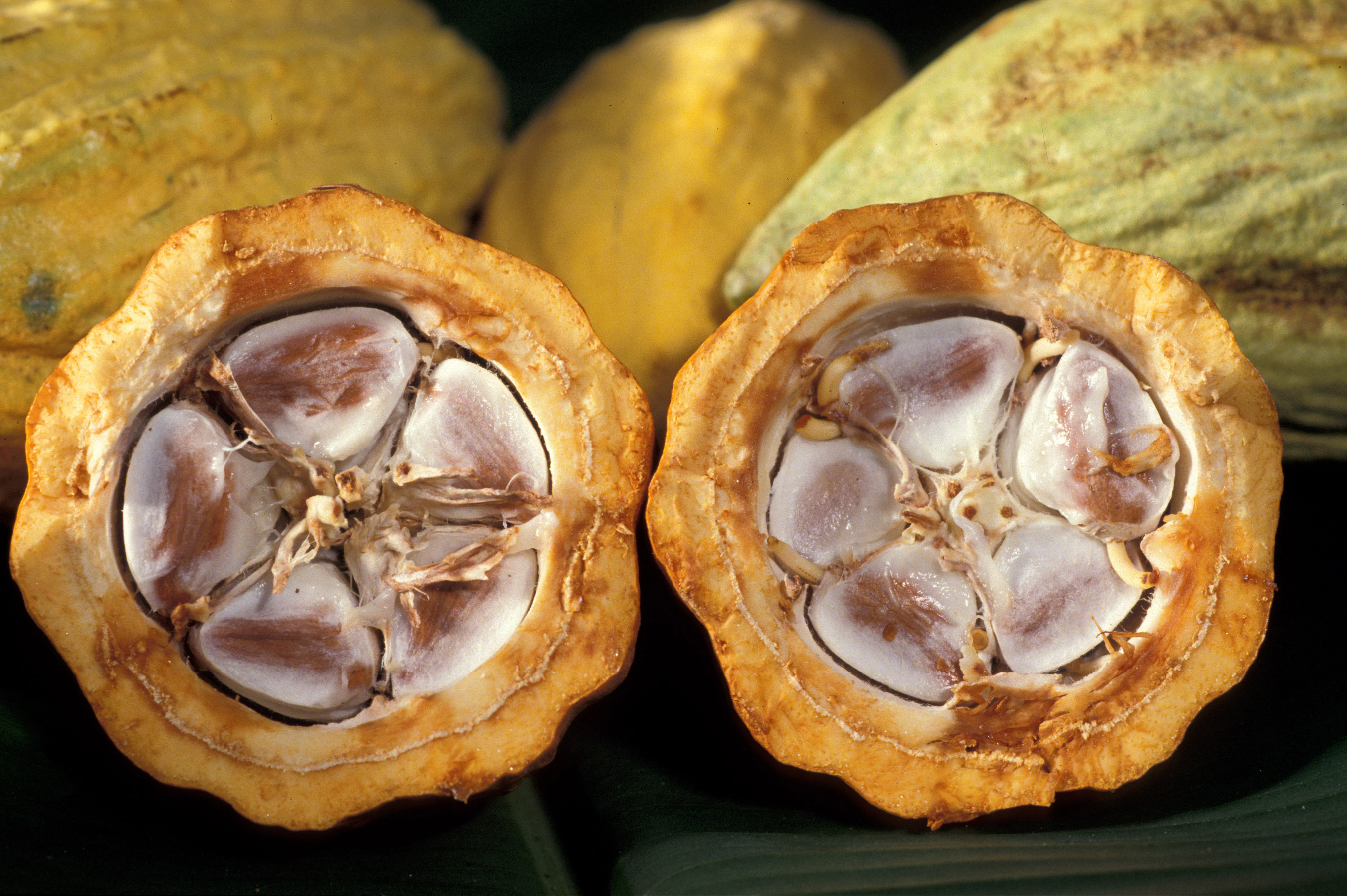
دانه کاکائو در غلاف کاکائو

## تاریخچه
شکلات تاریخ پنج‌هزار ساله دارد. مردم بومی منطقه‌هایی در اکوادور امروزی، کاکائو را به عنوان خوراک، دارو و نوشیدنی به کار می‌گرفتند. آنها کاکائو را از جنگل‌های آمازون بدست می‌آوردند. سرخ‌پوستان قبیلهٔ آزتک‌ها از دانه‌های کاکائو برای تهیه گونه ای از نوشیدنی دَم‌کرده به نام شکاتل به کار می‌گرفتند و آن را «خوراک خدایان» می‌نامیدند. اسپانیایی‌ها کاکائو را در سده ۱۶ (میلادی) از مکزیک به اروپا بردند و حدود ۱۰۰ سال چگونگی تهیه شکاتل را پنهان کردند تا در سده ۱۷ (میلادی) سایر اروپایی‌ها نیز چگونگی تهیهٔ این نوشیدنی را آموختند.
کریستف کلمب و پسر او فردیناند کلمب نخستین اروپایی‌هایی بودند که در چهارمین نورد خود در ۱۵ اوت ۱۵۰۲ (میلادی) با کاکائو آشنا شدند. آنها قایقی را پیدا کردند که دانه کاکائو بخشی از بار آن بود. شاید کنکیستادور ارنان کورتس نخستین اروپایی بود که با شکلات آشنا شد. او در یادمان‌های خود می‌نویسد که خوردن چهل جام شکلات، بخشی از شام موکتزومای دوم بود. نوشته‌های خوزه د آکوستا مبلغ مذهبی انجمن عیسی در پرو و مکزیک در سده ۱۶ (میلادی) نقش به سزایی در گسترش به‌کارگیری اروپاییان از شکلات داشتند. فاتح‌های اسپانیایی، کاکائو را برای نشان دادن به پادشاه و ملکه امپراتوری اسپانیا از آمریکا به اروپا بردند و بسیار زود بخشی از خوراک مردم اروپا شد. آن زمان از شکلات تنها در نوشیدنی‌ها به کار گرفته می‌شد که هرچند اندکی شکر به نوشیدنی می‌افزودند تا تلخی آن گرفته شود. تا سده ۱۷ (میلادی) شکلات در اروپا، مایه خوراکی گران و ارزشمندی بود که تنها پولدارها از آن می‌خوردند.
در سده ۱۶ (میلادی) در امپراتوری اسپانیا از کاکائو به عنوان واحد پول استفاده می‌شد. تا پیش استعمارگری اسپانیا در قاره آمریکا نیز، دانه‌های کاکائو به عنوان یک ارز رایج در منطقه آمریکای میانه مورد مبادله قرار می‌گرفت.

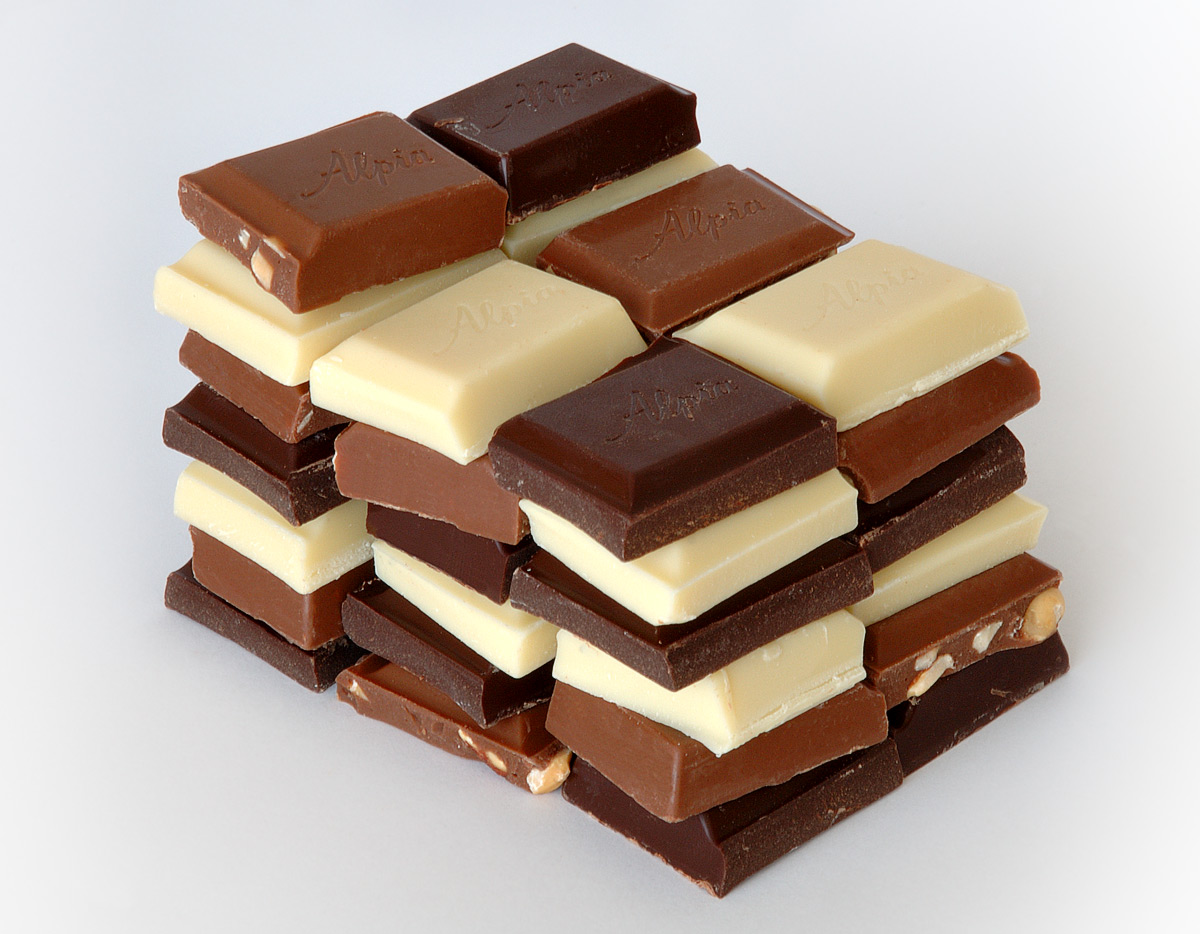
شکلات با درصدهای گوناگون (تا ۹۰ درصد)

## کشت
گیاه کاکائو باید زیر سایه باشد و در برابر وزش باد باید آن را نگهداری نمود. خاک پر خلل و فرج مناسب آن است و در زمین‌های پست نمناک نمی‌روید. باردهی گیاه کاکائو ۴ تا ۵ سال طول می‌کشد. در سن میوه‌دهی، سالانه ۶۰۰۰ شکوفه می‌دهد، ولی تنها ۲۰ غلاف می‌سازد.
هر غلاف کاکائو دارای پوسته زِبر و چرم مانندی است که ۳ سانتی‌متر کلفتی دارد. داخل غلاف، گوشت باریک صورتی رنگ شیرین مزه‌ای وجود دارد که قابل خوردن نیست. داخل این گوشت، ۳۰ تا ۵۰ دانه، مانند دانه بادام وجود دارند. این دانه‌ها نرم و به رنگ سرخابی یا بنفش هستند. به محض رسیدن دانه‌ها، غلاف‌ها را با چاقو جدا می‌کنند. سپس غلاف را باز می‌کنند و در هوای آزاد خشک می‌کنند.
پس از آن دانه‌ها را از غلاف بیرون می‌آورند و در کوزه یا بشکه‌ای، روی هم انبار می‌کنند تا دانه‌ها عرق کرده و تخمیر شوند. دگرگونی مزه تلخ دانه به همین فرایند تعریق و تخمیر آن بستگی دارد. تخمیر بیش از اندازه، دانه را ویران کرده و تخمیر کمتر از نیاز، مزه‌ای مانند سیب‌زمینی به آن می‌دهد که احتمال آفت‌زدگی آن بسیار است.

سپس دانه‌ها را پخش و مدام زیر و رو کرده تا خشک شوند. گاهی برای خوشرنگ‌تر شدن، درخشنده تر شدن، و جلوگیری از کپک‌زدگی (در هنگام جابجایی) دانه‌ها به آن خاک رس سرخ را با آب آمیخته و روی دانه‌ها می‌پاشند.

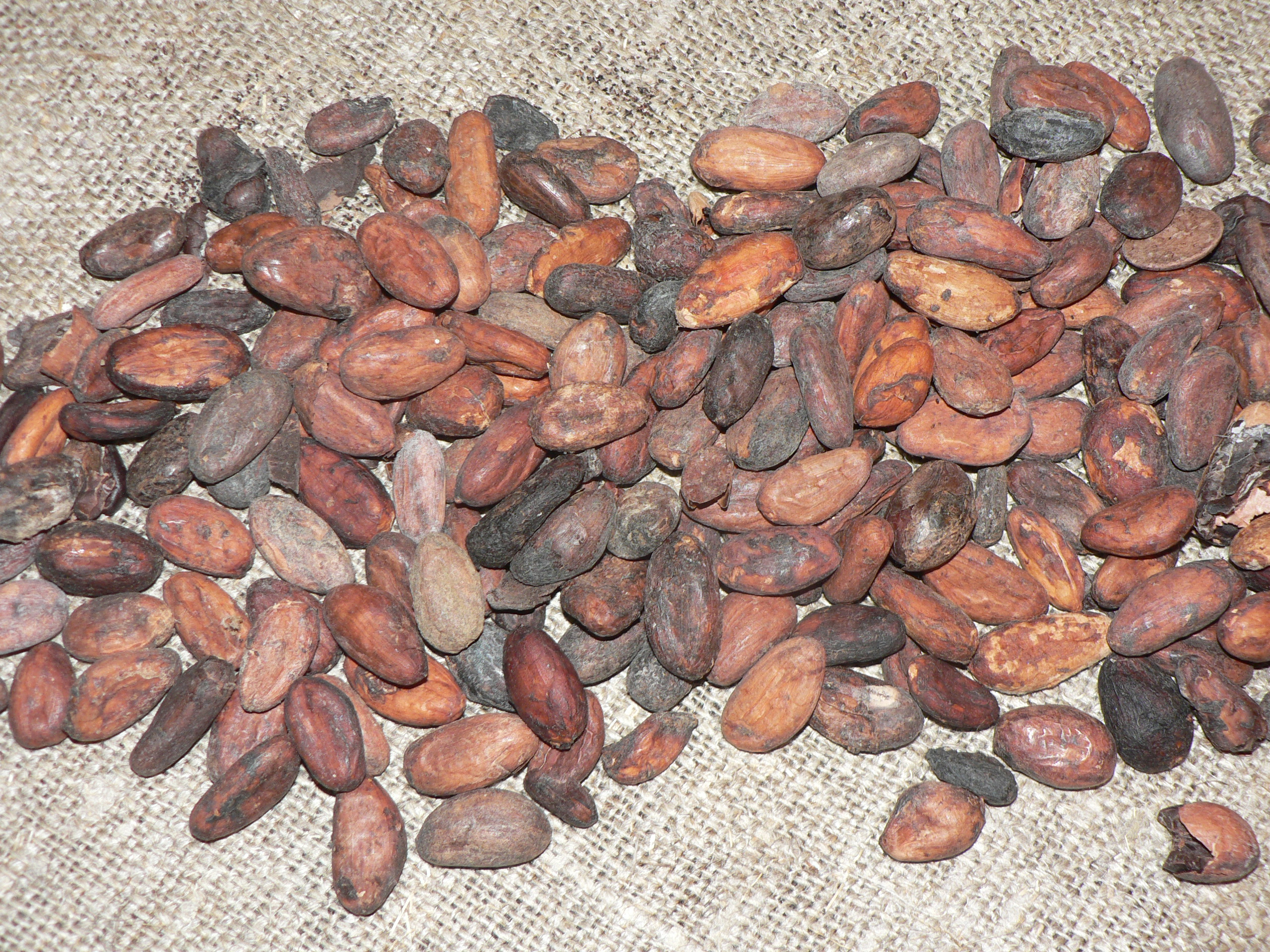
دانه خام کاکائو

## بزرگ‌ترین تولیدکنندگان کاکائو در جهان
| ساحل عاج | ۲٬۲۰۰٬۰۰۰ |
| غنا | ۸۰۰٬۰۰۰   |
| اندونزی | ۷۳۹٬۴۸۳   |
| نیجر | ۳۴۰٬۱۶۳   |
| اکوادور | ۳۲۷٬۹۰۳   |
| کامبوج | ۲۹۰٬۰۰۰   |
| برزیل | ۲۶۹٬۷۳۱   |
| در کل دنیا | ۵٬۷۵۶٬۹۵۳ |
| No symbol = official figure, P = official figure, F = FAOSTAT ۲۰۰۷، * = Unofficial/Semi-official/mirror data, C = Calculated figure A = Aggregate (may include official, semi-official or estimates); Source: Food And Agricultural Organization of United Nations: Economic And Social Department: The Statistical Division |           |

ساحل عاج با تولید ۳۸ درصد، بزرگ‌ترین تولیدکنندهٔ جهان است و پس از آن غنا نزدیک به ۱۴ درصد و اندونزی نزدیک به ۱۳ درصد کاکائو جهان را تأمین می‌کنند.
امروزه بیشترین تولید کاکائو در نواحی استوایی آفریقا مانند ساحل عاج و بخشی از جنوب شرق آسیا مانند اندونزی و بخش‌هایی از آمریکای جنوبی مانند اکوادورکشت می‌شود.

### رشد سالانه
در ۳۹ سال، تولید کاکائو ۱۹۴٪/۶ بیشتر شده‌است. میانگین این افزایش ۲٪/۸۱ بود.

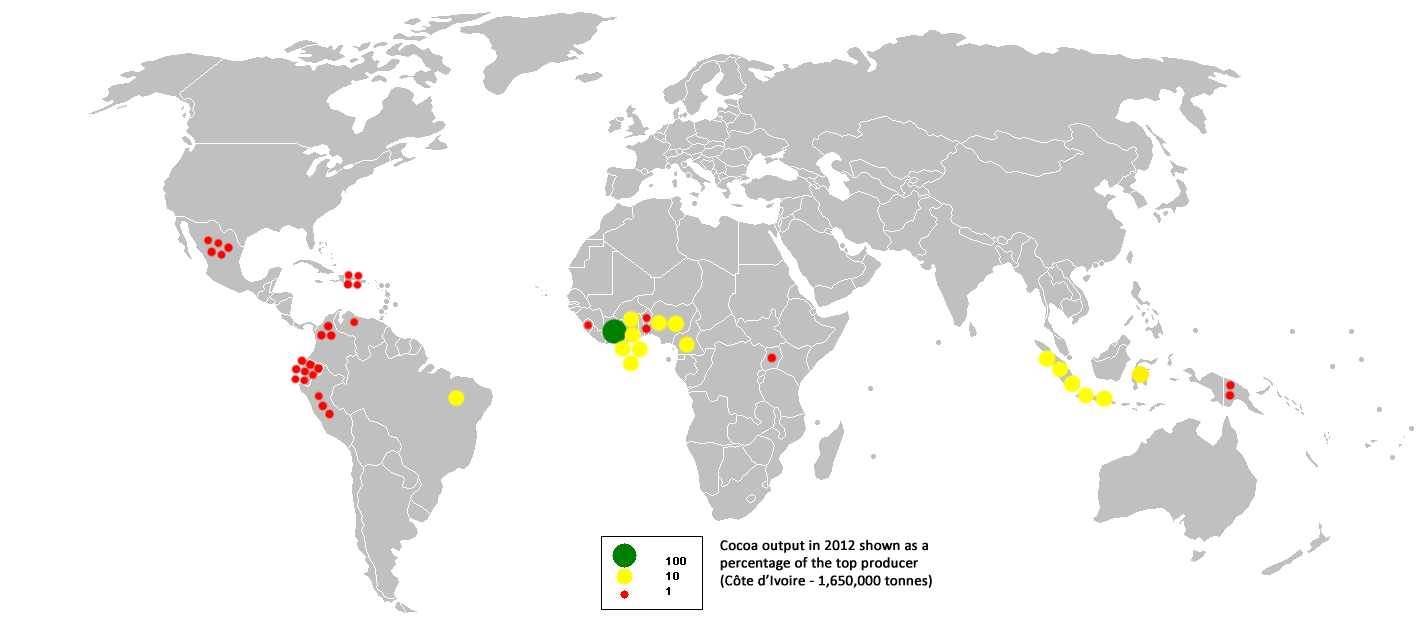
تولید کاکائو در سال ۲۰۱۲ (میلادی)

۱۹۷۴: ۱٬۵۵۶٬۴۸۴ تن
۱۹۸۴: ۱٬۸۱۰٬۶۱۱ تن
۱۹۹۴: ۲٬۶۷۲٬۱۷۳ تن
۲۰۰۴: ۳٬۶۰۷٬۰۵۲ تن

۲۰۱۳: ۴٬۵۸۵٬۵۵۲ تن

## مصرف
بلژیک با سرانه مصرف ۵/۵ کیلوگرم در سال (۱۰ برابر دیگر کشورها) پر مصرف‌ترین کشور کاکائو در جهان است.

## ویژگی‌ها
ویژگی‌های کاکائو مانند قهوه است. کاکائو با داشتن آنتی‌اکسیدان ویژگی دشمنی سرطان دارد. به گونه‌ای که سه برابر چای سبز، از دچار شدن به سرطان جلوگیری می‌کند. دانه این گیاه تقویت‌کننده قلب است و افزون بر محتوای اندازه بسیار ازنه و چربی است.